# Gavin Lambert
Gavin Lambert (East Grinstead, Sussex, 23 de juliol de 1924 - Los Angeles, 17 de juliol de 2005) va ser un guionista, novel·lista i biògraf anglès que va viure part de la seva vida a Hollywood. La seva escriptura fou sobretot de ficció i no ficció sobre la indústria cinematogràfica.

## Vida personal
Lambert va estudiar a Cheltenham College i Magdalen College, Oxford, on va tenir com a professor a Clive Staples Lewis. A Oxford es va fer amic de Penelope Houston i dels cineastes Karel Reisz i Lindsay Anderson, i van fundar una revista de durada curta però influent, Sequence, que va ser editada originalment per Houston. La revista, que només va editar 15 números, es va traslladar a Londres després del cinquè número, i Lambert i Anderson van ser coeditors. Lambert finalment va sortir d'Oxford sense obtenir el seu títol. Del 1949 al 1956 va editar la revista Sight and Sound, de nou amb Anderson com a col·laborador habitual. Aproximadament al mateix temps, Lambert era profundament involucrat en el moviment del Free Cinema britànic, que demanava més realisme social a les pel·lícules contemporànies. També va escriure crítiques de cinema per a The Sunday Times i The Guardian. A finals de 1955, es va traslladar a Hollywood per treballar com ajudant personal del director Nicholas Ray i va treballar en el guió (no acreditat) a Més poderós que la vida (1956). Posteriorment, va co-escriure el guió de la pel·lícula de Ray Bitter Victory (1957). Segons el crític David Robinson, Lambert va ser amant de Ray durant un temps.
Gavin Lambert es va convertir en ciutadà estatunidenc el 1964. Del 1974 al 1989, va romandre principalment a Tànger, on era un amic proper de l'escriptor i compositor Paul Bowles. Va passar els darrers anys de la seva vida a Los Angeles, on va morir per fibrosi pulmonar el 17 de juliol de 2005. Va deixar enrere un germà, neboda i nebot, i va nomenar Mart Crowley marmessor dels seus bens.
La mitja germana del pare de Gavin era Ivy Claudine Godber, també Claudine West (1890-1943), guionista que va guanyar un Oscar per la seva redacció conjunta del guió de Mrs. Miniver el 1942.
Els seus treballs es troben actualment al Howard Gotlieb Archival Research Center de la Universitat de Boston.

## Obres

### Guions
Lambert es va convertir en un notable guionista de l'època de l'estudi de Hollywood. El 1954, mentre encara vivia a Anglaterra, va escriure el seu primer guió, Another Sky, sobre el despertar sexual d'una dama anglesa al nord d'Àfrica. El 1955, també va dirigir Another Sky al Marroc. El 1958 va ser seguit pel guió de Hollywood, Bitter Victory i en 1960 per Sons and Lovers. Aquest últim, pel qual Lambert va obtenir una nominació a l'Acadèmia, es basa en una novel·la de D. H. Lawrence. La primavera romana de la senyora Stone, adaptació d'una novel·la de Tennessee Williams sobre els afers d'una madura actriu amb un jove gigoló italià. Com que, des dels anys vint fins a finals dels anys seixanta, l'homosexualitat era rarament representada a la pantalla, els guionistes gais com Lambert van aprendre a expressar discretament les seves sensibilitats personals entre les línies d'una pel·lícula. "El més important que cal recordar sobre la "influència gai a les pel·lícules", va observar Gavin Lambert, "és que òbviament mai va ser directa. Tot va ser subliminal. No pot ser directe perquè el públic de masses diria, oi, de cap manera".
No va ser fins al 1965 que Lambert va adaptar la seva pròpia novel·la sobre Hollywood La rebel (1963) a la pantalla. Clover, protagonitzada per Natalie Wood i Robert Redford, narra la història prudent d'una estrella de cinema adolescent implicada en el Hollywood dels anys 30 i el seu matrimoni infeliç amb un home gai. Tanmateix, a la versió cinematogràfica no s'identificava totalment com a gai perquè a petició de Redford, el marit que interpretava fou modificat d'homosexual a bisexual. A partir d'aquest moment, Lambert i Wood es van convertir en amics de tota la vida. Un altre dels guions de Lambert va ser I Never Promised You a Rose Garden (1977), basada en una novel·la de Hannah Green, que descriu en termes seglars una batalla d'un adolescent amb l'esquizofrènia. Més tard, l'autor també va escriure els guions d'algunes pel·lícules de televisió com Second Serve (1986) sobre la jugadora de tennis transgènere Renée Richards i Liberace: Behind the Music (1988) sobre el músic gai Liberace. En 1997 va contribuir a A Personal History of British Cinema de Stephen Frears. Ha estat força citat en el llibre de William J. Mann Behind the Screen: How Gays and Lesbians Shaped Hollywood, 1910-1969.

### Biografies i no ficció
Lambert va ser també biògraf i novel·lista, que va centrar els seus esforços en biografies de figures gai i lesbiana a Hollywood.
Segons el guionista i escriptor Joseph McBride, va ser "un cronista molt observador i enginyós de les nissagues socials i dels èxits artístics de Hollywood". Va escriure biografies sobre figures de Hollywood com On Cukor (1972) del director George Cukor i Norma Shearer: A Life (1990) sobre l'actriu canadenca Norma Shearer. El seu llibre, Nazimova: A Biography (1997) va ser el primer relat a escala completa de la vida privada i la carrera d'actriu de l'actriu lesbiana Alla Nazimova. Fou autor de les memòries Mainly About Lindsay Anderson (2000) ((el títol del qual es feia ressò del treball propi d'Anderson, About John Ford).
També va escriure el llibre GWTW: The Making of Gone with the Wind (Little, Brown and Company, 1973). Treballant com a guionista de Hollywood, Lambert va poder entrevistar i obtenir records personals de la major part del repartiment i de la'equip implicats amb la pel·lícula, inclosos el director destituït George Cukor i la protagonista Vivien Leigh (Scarlett O'Hara).
La seva biografia final, Natalie Wood: A Life (2004) va aportar una mirada privilegiada a l'actriu Natalie Wood i va narrar tot allò referent a la seva vida, ja que Lambert va ser amiga de Wood durant setze anys. El llibre va ser elogiat per la filla de Natalie Wood, Natasha Gregson Wagner, com "una meravellosa biografia sobre la meva mare. Serà la biografia definitiva sobre la meva mare". La biografia de Lambert inclou la relació de Wood amb Elvis Presley, i entrevistes amb les persones que millor coneixien Wood, com Robert Wagner, Warren Beatty, Tony Curtis, Paul Mazursky, Tab Hunter i Leslie Caron. En el seu llibre, Lambert va afirmar polèmicament que Wood tenia cites freqüentment amb homes homosexuals i bisexuals com el director Nicholas Ray i els actors Nick Adams, Raymond Burr, James Dean, Tab Hunter, i Scott Marlowe. Lambert va dir que Wood va donar suport al guionista homosexual Mart Crowley (posteriorment amant de Lambert) d'una manera que li va permetre escriure la seva obra The Boys in the Band (1968). L'últim llibre de Lambert va ser The Ivan Moffat Fitxer: Life Among the Beautiful and Damned in London, Paris, New York and Hollywood (2004).

### Novel·les i narracions
Lambert també va escriure set novel·les principalment amb escenaris de Hollywood, entre elles The Slide Area: Scenes of Hollywood Life (1959), una col·lecció de set narracions, Inside Daisy Clover (1963), The Goodbye People (1971) sobre els VIP de Hollywood, i Running Time (1982), retrat d'una dona indefugible des d'estrella infantil fins a deessa de la pantalla, però també una història de la indústria cinematogràfica nord-americana. El 1996, Lambert va escriure la introducció a 3 Plays, una col·lecció de treballs del seu amic Mart Crowley.